# Playa de la Marina

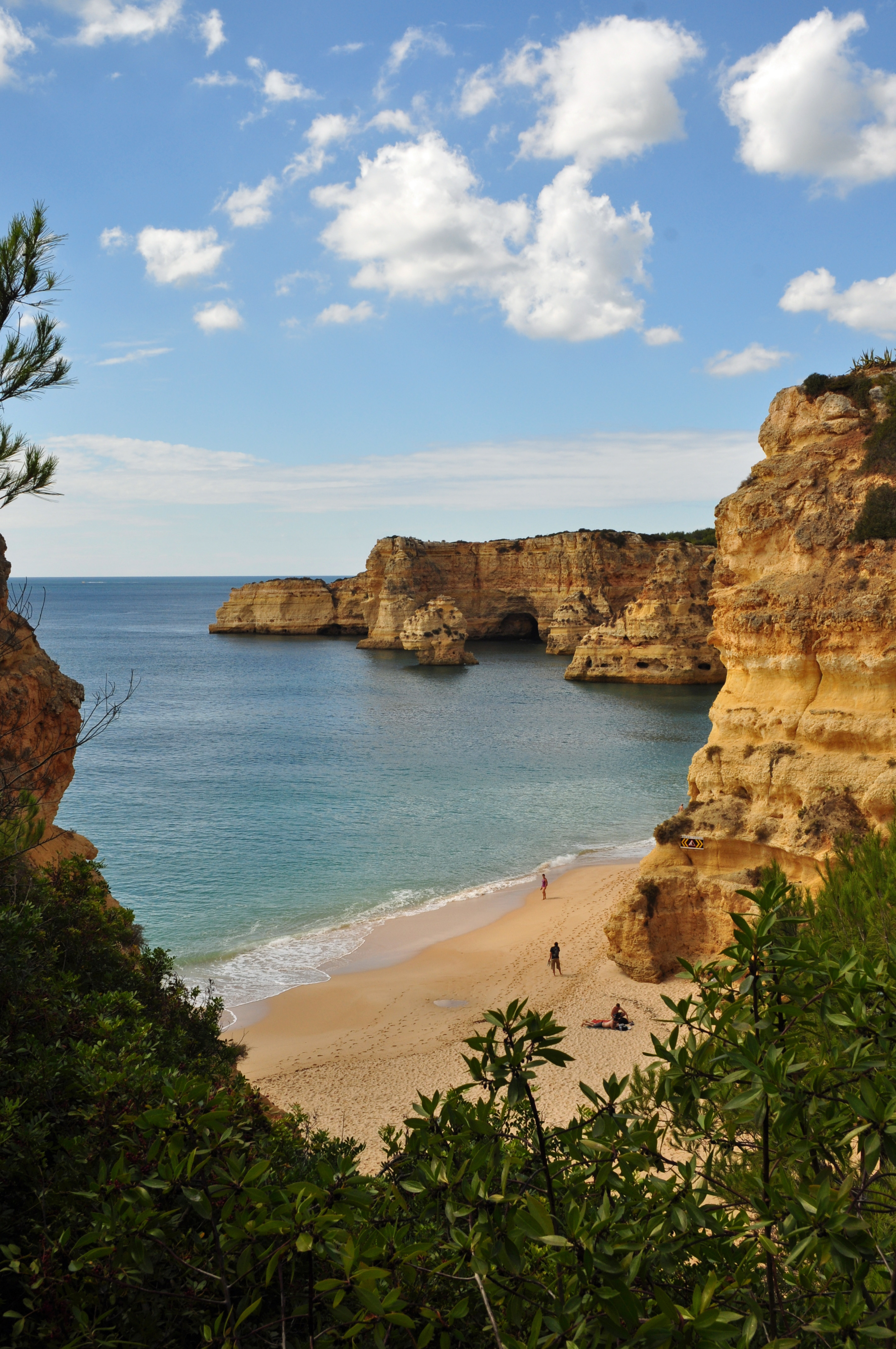
Playa de la Marina en Caramujeira, cercana de la ciudad de Lagoa, en Algarve, Portugal.

La Playa de la Marina (en portugués: Praia da Marinha) es una de las playas más emblemáticas y famosas de Portugal, localizada en la costa del Atlántico en el municipio de Lagoa, Algarve, y considerada por la Guía Michelín como una de las 10 playas más bonitas en Europa y una de las 100 playas más bonitas en el mundo. En 1998, le fue otorgado el premio de Playa Dorada del Ministerio de Medio Ambiente portugués debido a sus calidades naturales excepcionales. Además, esta playa a menudo ha sido utilizada en guías y material promocional de Portugal alrededor del mundo.
Esta playa no es sólo famosa por sus acantilados, sino también por la calidad del agua. La playa de la Marina a menudo ha sido utilizada por agencias publicitarias internacionales.
En 2015, la playa fue oficialmente clasificada como uno de los destinos mejores en Europa por los European Best Destinations / EDEN European Destinations of Excellence.

## Galería

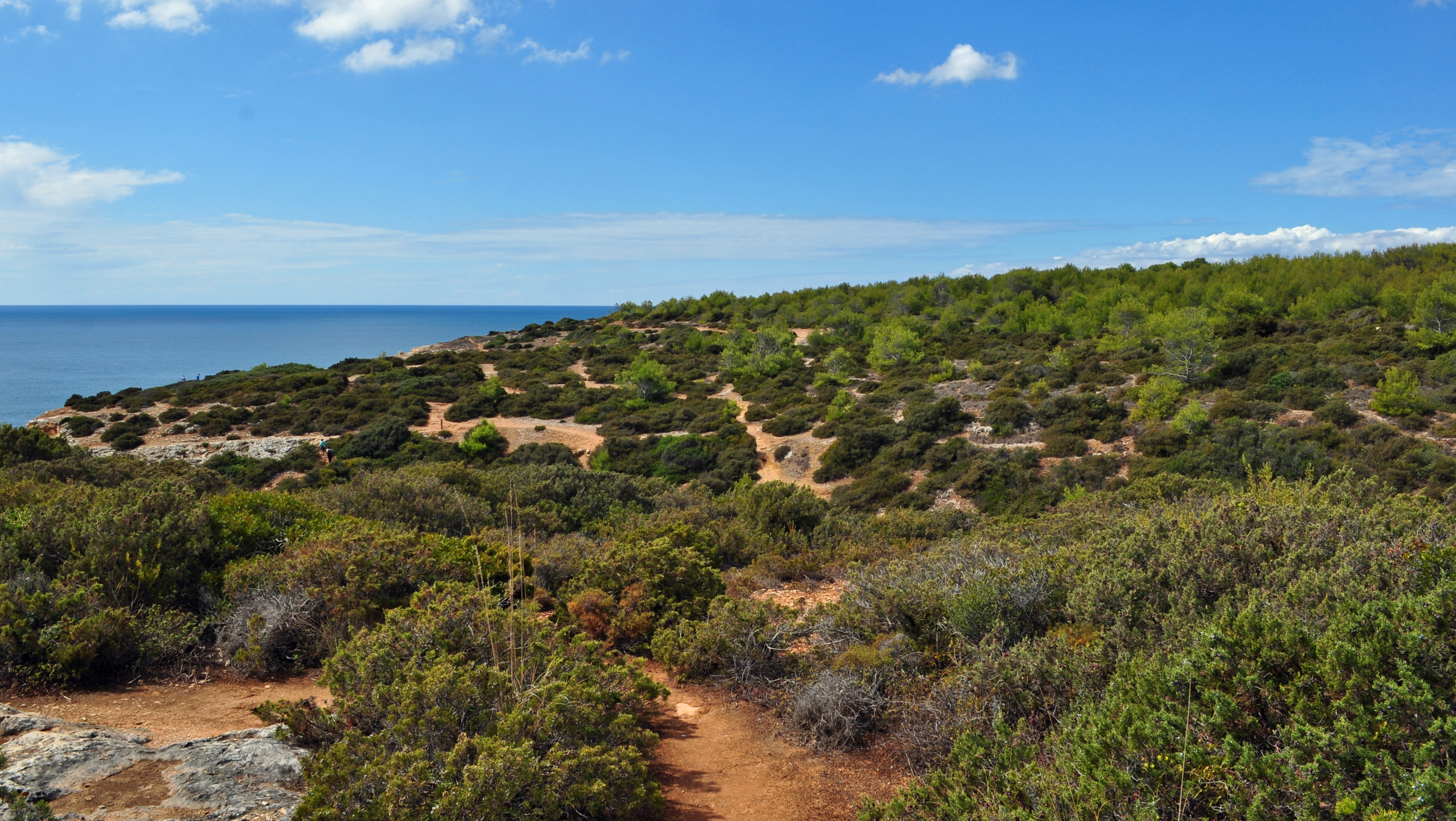
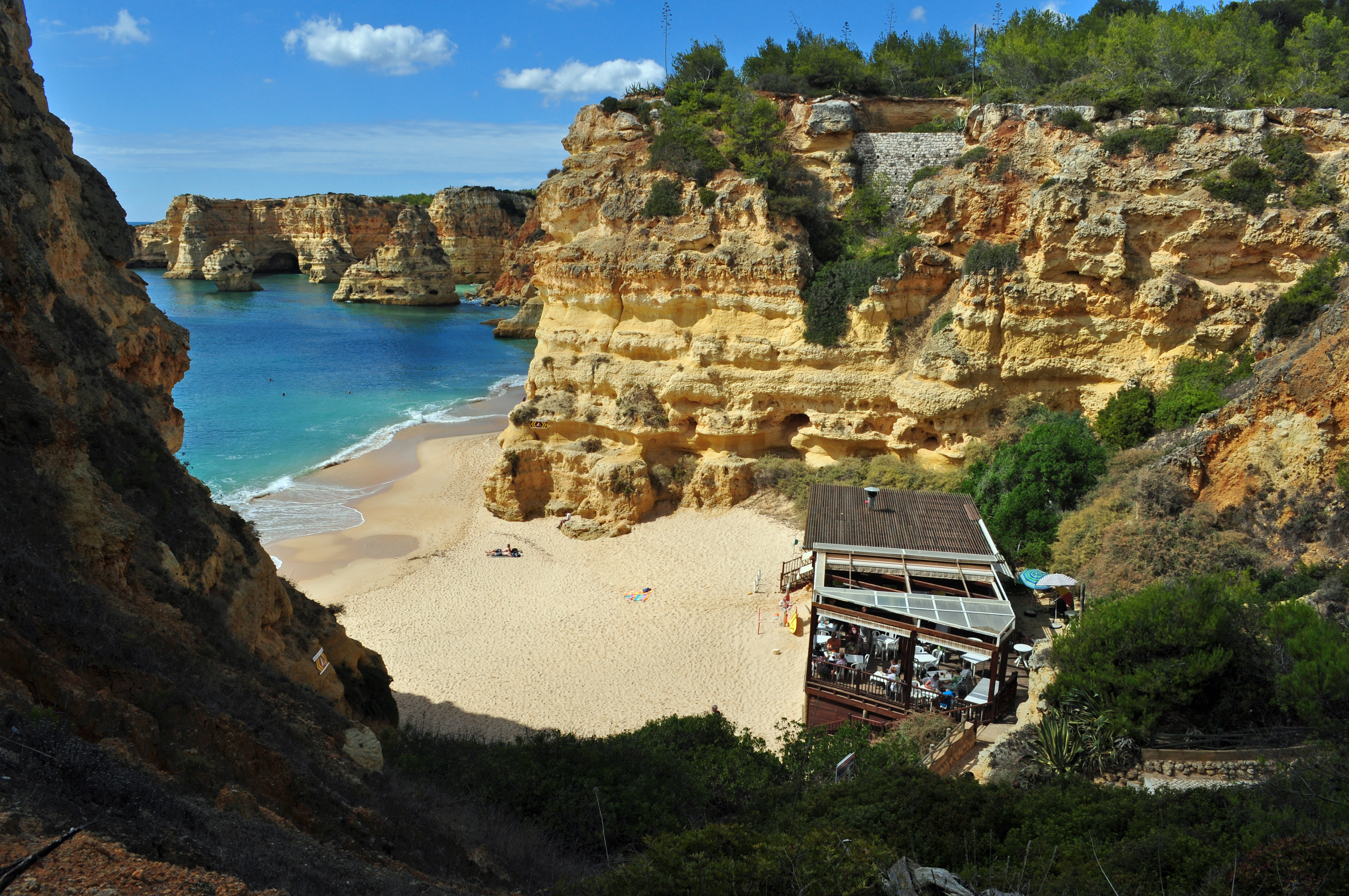
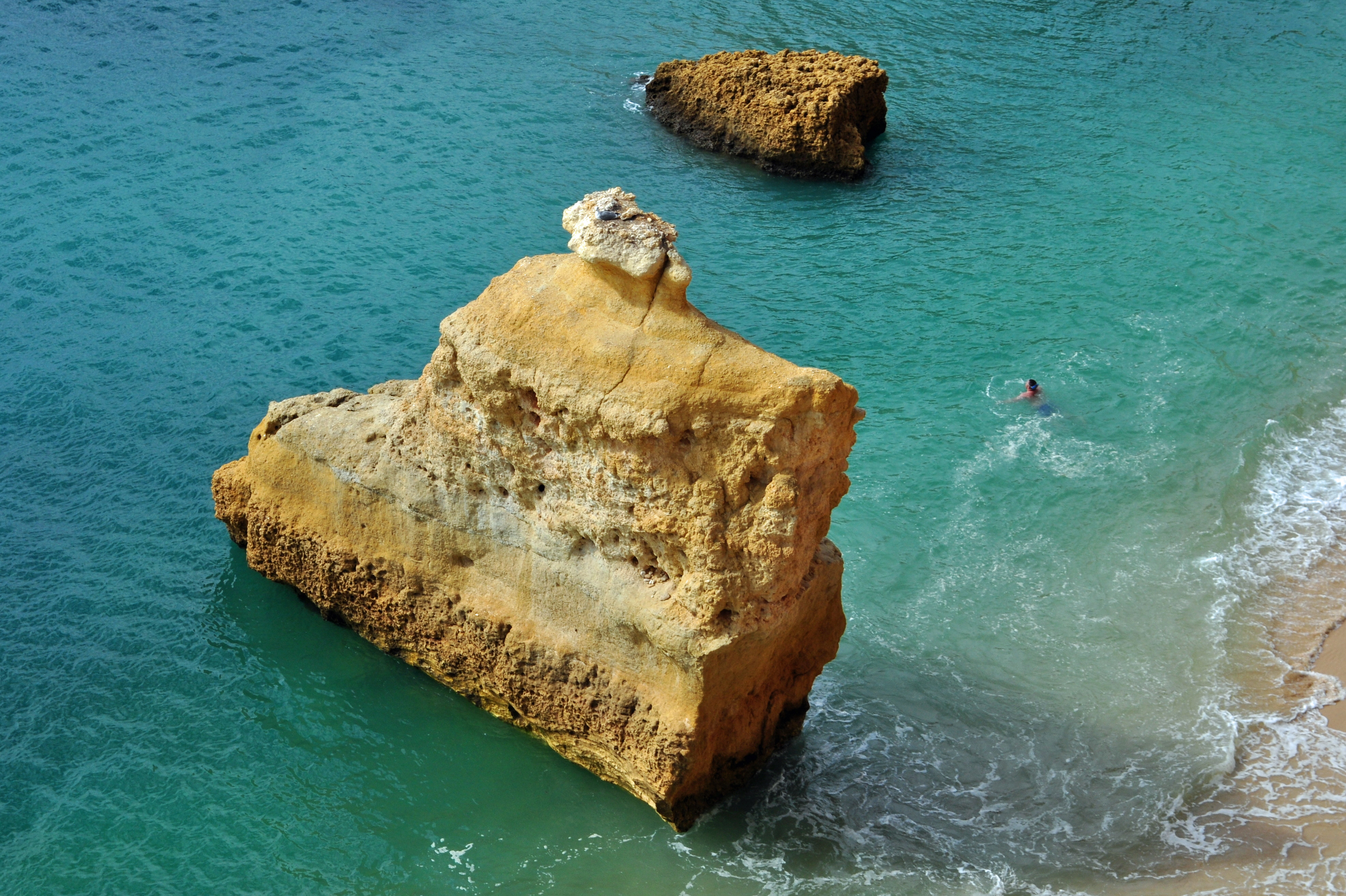
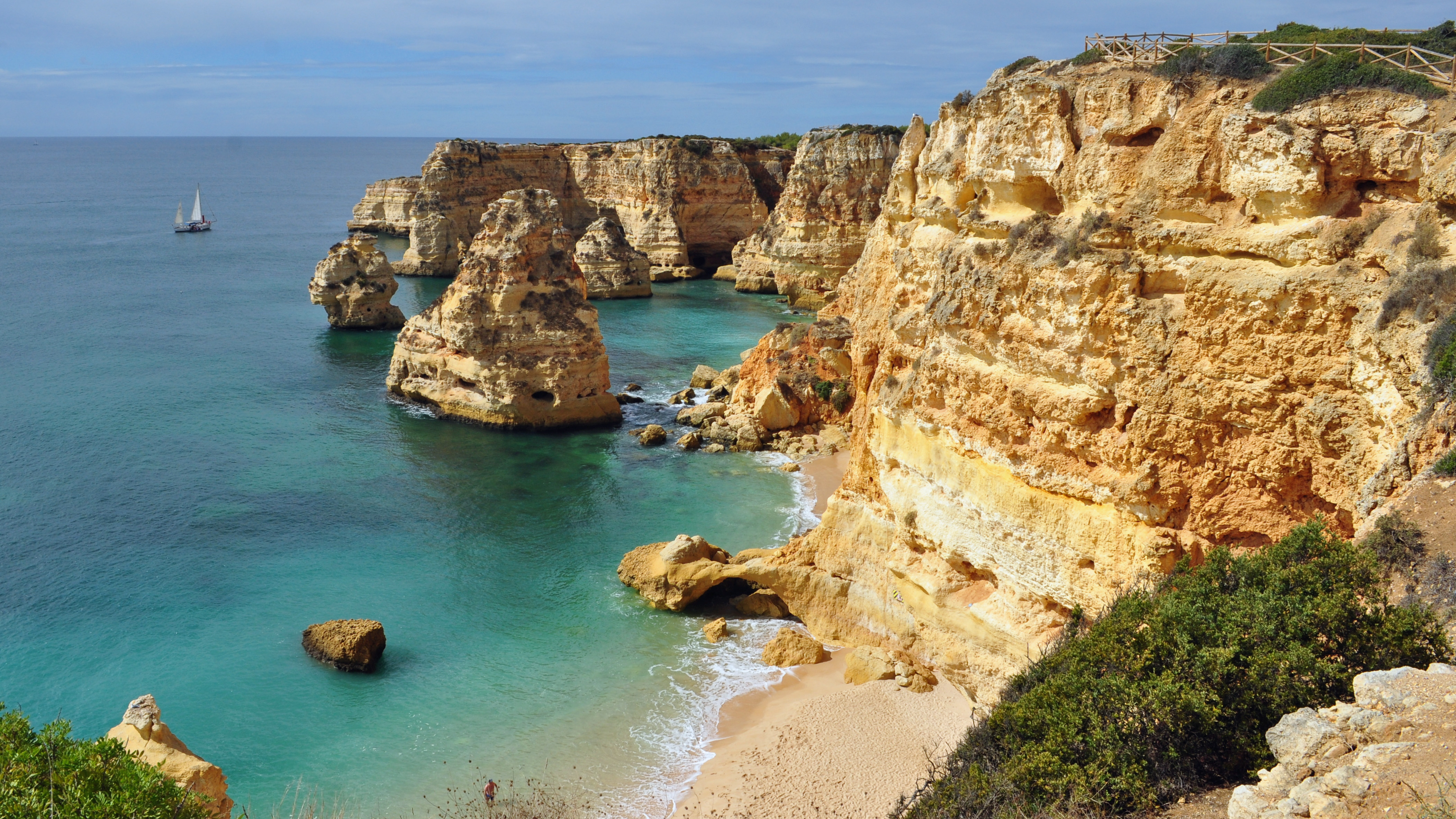

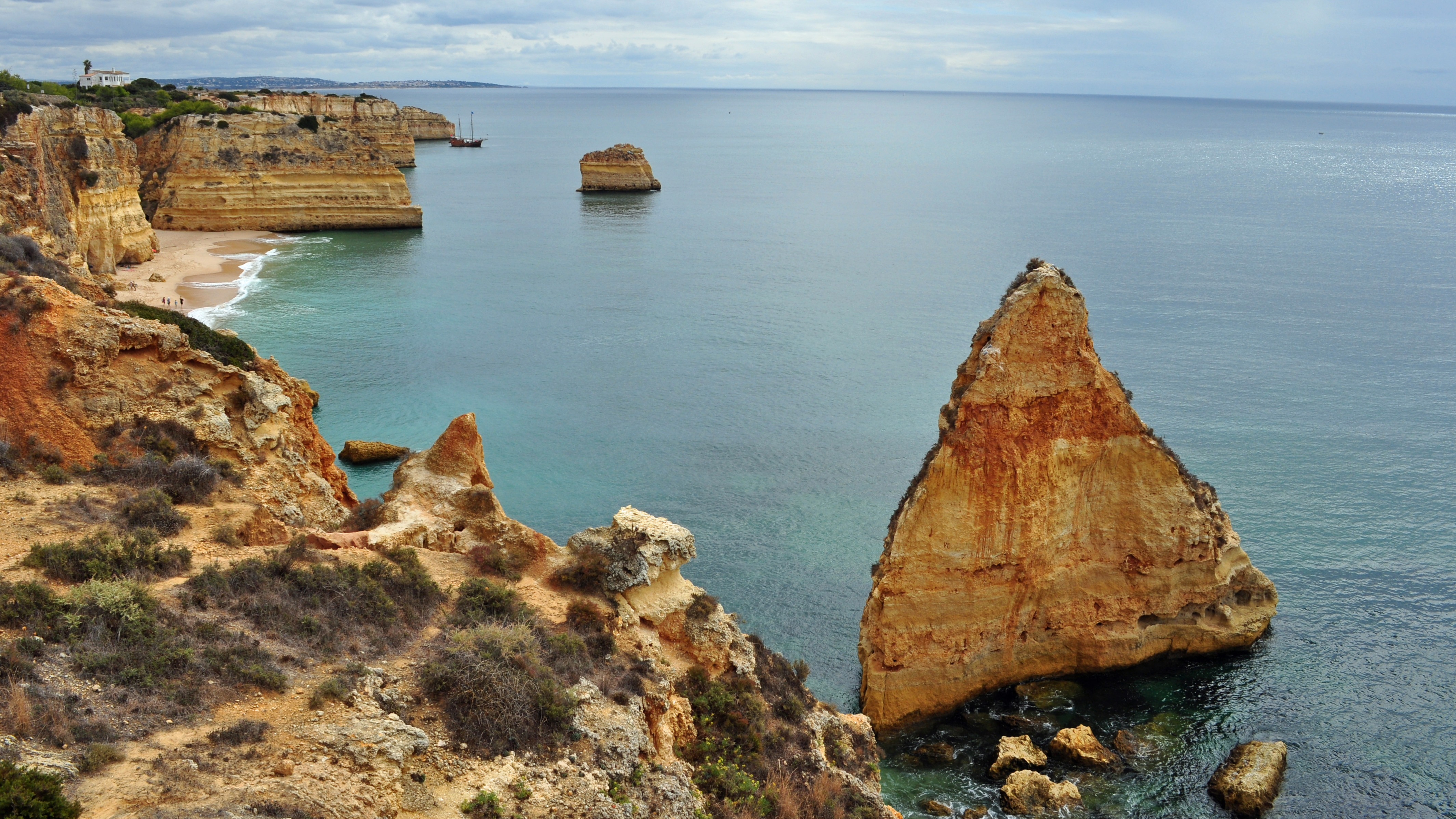
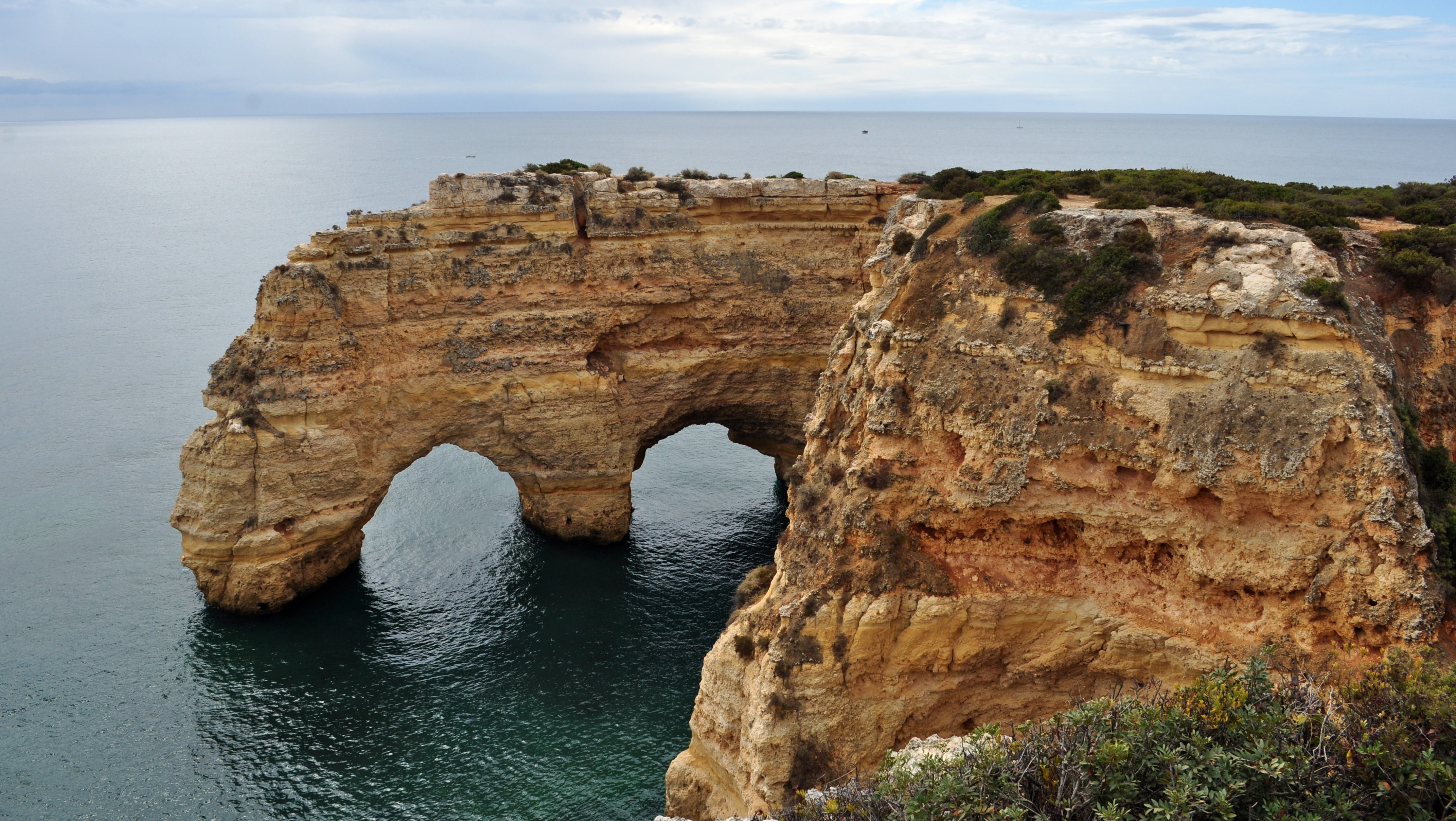
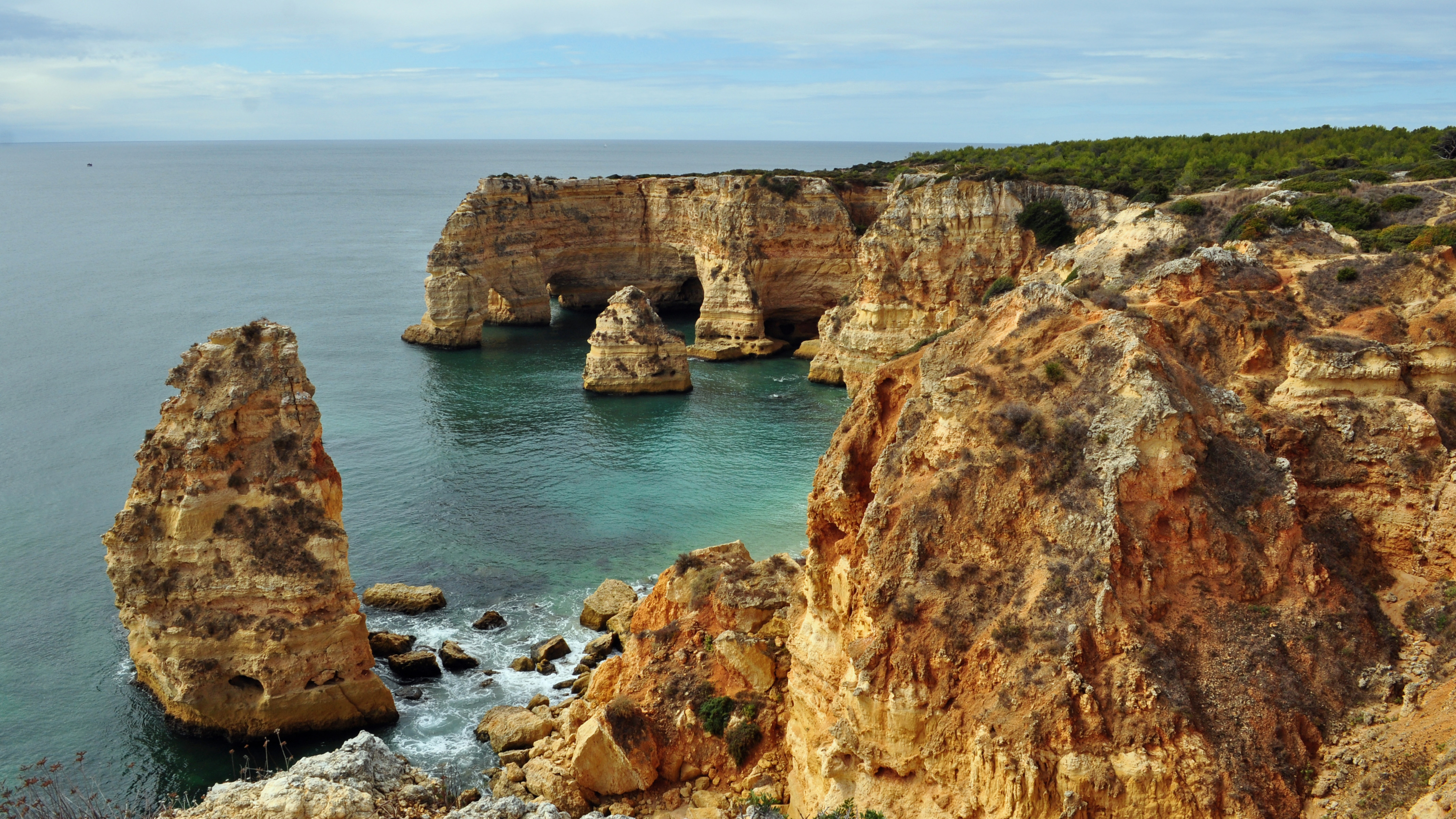
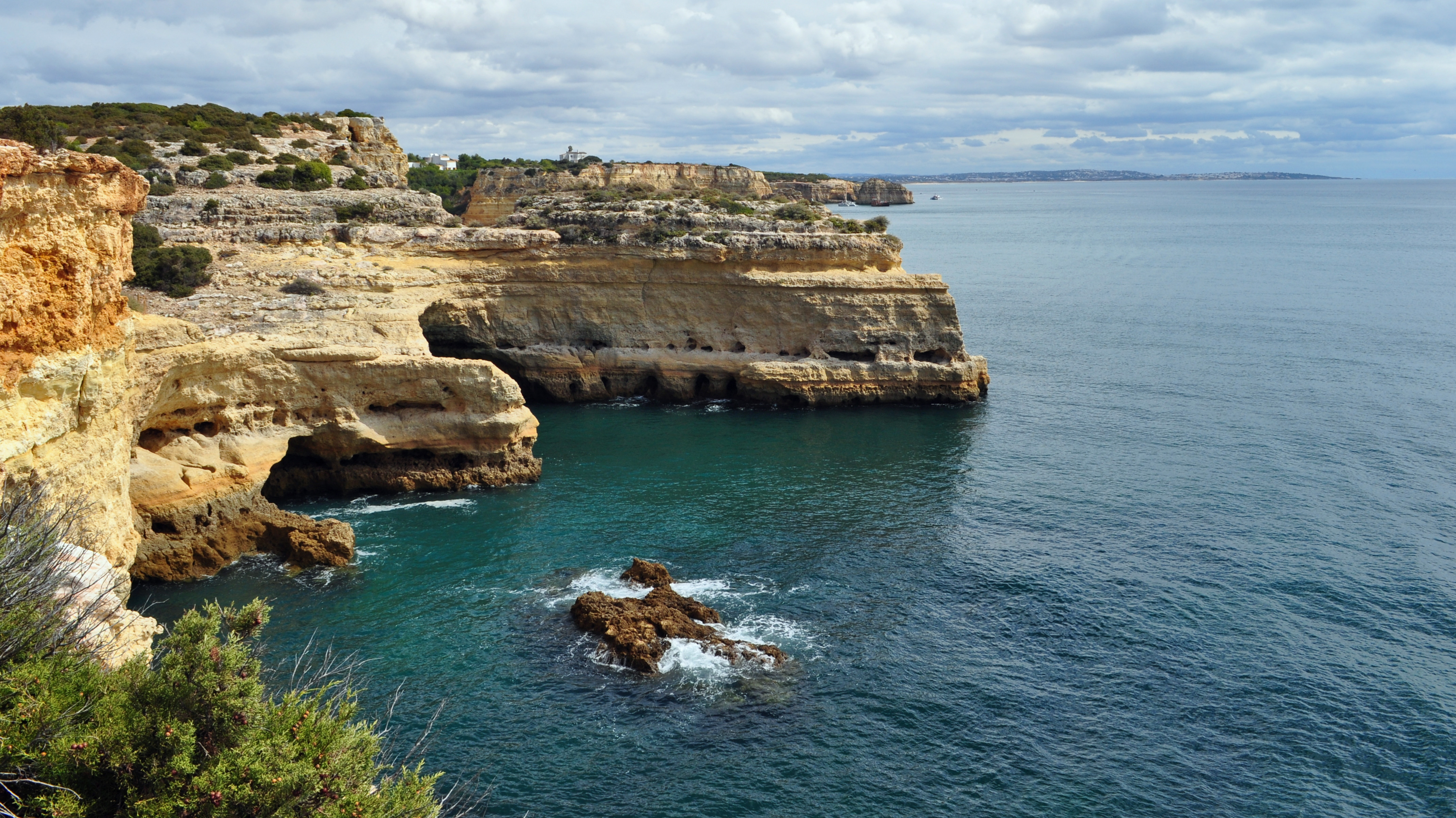